# Allobates fuscellus
Allobates fuscellus е вид земноводно от семейство Aromobatidae.

## Разпространение
Видът е разпространен в Бразилия.